# Zincalstibite
La zincalstibite (simbolo IMA: Zas) è un minerale del supergruppo dell'idrotalcite e del gruppo della cualstibite appartenente alla famiglia degli idrossidi con composizione chimica Zn2Al(OH)6[Sb5+(OH)6].
La zincalstibite cristallizza politipicamente in due modi differenti:
- zincalstibite-9R[7]
- zincalstibite-1T

## Etimologia e storia
Il minerale è l'analogo dello zinco della cualstibite e deve il suo nome ai suoi principali componenti: zinco, alluminio e antimonio (in latino stibium).

## Classificazione
La zincalstibite è stata riconosciuta dall'Associazione Mineralogica Internazionale (IMA) nel 1998, quindi non è elencata nell'ottava edizione della sistematica di Strunz (obsoleta dal 1977), ma è elencata nella nona edizione di tale sistematica, aggiornata fino al 2009 e aggiornata costantemente dal database "mindat.org". Nella nona edizione la zincalstibite è presente nella classe "4. Ossidi (idrossidi, V[5,6] vanadati, arseniti, antimoniti, bismutiti, solfiti, seleniti, telluriti, iodati)" e da lì nella sottoclasse "4.F Idrossidi (senza V od U)"; questa è ulteriormente suddivisa in base alla sua composizione in modo che possa essere trovata nella sezione "4.FB Idrossidi con OH, senza H2O; ottaedri isolati" dove forma il sistema nº 4.FB.10 insieme alla cualstibite.
Nella Sistematica dei lapis (Lapis-Systematik) di Stefan Weiß, la zincalstibite è elencata nella classe degli "ossidi" e da lì nella sottoclasse "idrossidi e idrati ossidici (ossidi contenenti acqua con struttura stratificata)" dove è elencata nel sistema nº IV/F.12-030.
Anche nella classificazione dei minerali secondo Dana, usata principalmente nel mondo anglosassone, elenca la zincalstibite nella classe "idrossidi e ossidi contenenti idrossile" e da lì nella sottoclasse "idrossidi e ossidi contenenti idrossile con gruppi (OH)3 o (OH)6" dove è l'unico membro del sistema nº 06.03.10.

## Abito cristallino
La zincalstibite cristallizza nel sistema trigonale; il gruppo spaziale dipende dal politipo:
- zincalstibite-1T: P3 (gruppo nº 147), gruppo puntuale 3 con i parametri reticolari a = 5,321(1) Å e c = 9,786(2) Å, oltre a una unità di formula per cella unitaria
- zincalstibite-9R: R3 (gruppo nº 148), gruppo puntuale 3 con i parametri reticolari a = 5,340(2) Å e c = 88,01(2) Å, oltre a nove unità di formula per cella unitaria.

## Origine e giacitura
Per quanto riguarda il politipo 1T, il minerale si trova nelle cavità del marmo ed è probabilmente un prodotto di alterazione di diversi solfuri (sfalerite,
zinkenite, stibioluzonite) da parte di fluidi idrotermali ricchi di alluminio a bassa temperatura; per quanto riguarda invece il polito 9R, esso è un minerale secondario della zona di alterazione di un deposito di tetraedrite-tennantite, galena, sfalerite e pirite.
Il politipo 1T si trova di solito associato a mimetite e opale, mentre il politipo 9R è associato a cianofillite, linarite, barite, quarzo e goethite.
La zincalstibite è un minerale raro ed è stato trovato in pochi siti.
In Italia è stata rinvenuta a Comeglians e Forni Avoltri (Friuli-Venezia Giulia); a Dossena (Lombardia); a Carrara e a Massa (Toscana).
La zincalstibite in Svizzera è stata trovata a Saint-Luc (Canton Vallese) e in Ungheria a Telkibánya.